# ГЕС Stave Falls
ГЕС Stave Falls — гідроелектростанція на південному заході Канади у провінції Британська Колумбія, за три десятки кілометрів від східної околиці Ванкувера. Знаходячись перед ГЕС Раскін, становить верхній ступінь каскаду на річці Stave, правій притоці Фрейзер, яка впадає до протоки Джорджія у зазначеному місті.
В 1909-1912 роках на річці звели греблю Stave Falls, біля якої облаштували машинний зал з двома гідроагрегатами. В 1916-му та 1922-му до них додали ще по одній турбіні, а невдовзі розпочали більш масштабний проєкт, котрий включав нарощування греблі. В підсумку ця бетонна/кам’яно-накидна споруда досягла висоти у 26 метрів при довжині 122 метри. Крім того, для закриття сідловини на лівобережжі за три сотні метрів на північний схід звели бетонну греблю Blind Slough висотою 18 метрів та довжиною 195 метрів (саме вона обладнана водоскидними пристроями, тоді як Stave Falls не може перепускати надлишкову воду). Разом ці споруди утримують водосховище Stave Lake з площею поверхні 58,6 км2 та корисним об’ємом 274 млн м3, я якому відбувається коливання рівня поверхні у діапазоні до 8 метрів. 
Після введення у 1925-му п’ятого гідроагрегату, загальна потужність станції досягла 52,5 МВт. А ще за три роки для збільшення виробітки організували деривацію додаткового ресурсу із протікаючої західніше від Stave річки Alouette (ліва притока Пітт, котра впадає праворуч до Фрейзер безпосередньо на східній околиці Ванкувера). Для цього на Alouette звели земляну греблю висотою 20 метрів та довжиною 314 метрів, а від утримуваного нею сховища проклали тунель до Stave Lake довжиною 1 км (при цьому одночасно живиться мала ГЕС Alouette потужністю 9 МВт).
У 2000 році стару ГЕС замінили новою, котра обладнана лише двома турбінами типу Каплан, проте суттєво потужнішими – по 45 МВт. Використовуючи перепад висот у 30 метрів, це обладнання забезпечує виробництво 362 млн кВт-год електроенергії на рік.